# 트라이앵글 스태프
트라이앵글 스태프(Triangle Staff Corp., 有限会社トライアングルスタッフ)는 1987년 매드하우스의 전 직원이 설립한 일본 애니메이션 스튜디오로 마크로스 플러스, Serial experiments lain 및 NieA 7과 같은 시리즈를 제작했다. 스튜디오는 2000년 WXIII 기동경찰 패트레이버의 애니메이션 제작을 시작하면서 운영을 중단했다.

## 작품

### 텔레비전
- Serial experiments lain
- 마법사 Tai!
- 우주해적 미토의 대모험
- 성 루미너스 여학원

### OVA
- 바람과 나무의 시
- 마크로스 플러스

### 영화
- 마크로스 플러스
- 천녀유혼 (애니메이션)